# Wiktorija Andrejewna Worobjowa
Wiktorija Andrejewna Worobjowa (russisch Виктория Андреевна Воробьёва, englische Transkription Viktoriia Vorobeva; * 23. April 1994) ist eine russische Badmintonspielerin belarussischer Herkunft.

## Karriere
Wiktorija Worobjowa gewann 2013 bei den europäischen Hochschulmeisterschaften im Badminton zwei Silbermedaillen. Im gleichen Jahr siegte sie auch bei den Hungarian International, den Norwegian International und den Israel International. 2014 gewann sie national Bronze und qualifizierte sich damit für die Badminton-Europameisterschaft 2014.